# Уильямс (лунный кратер)
Кратер Уильямс (лат. Williams) — остатки кратера на видимой стороне Луны находящиеся на юге от кратера Геркулес. Название присвоено Иоганном Непомуком Кригером и Рудольфом Кёнигом в честь английского солиситора и астронома-любителя Артура Стэнли Уильямса (1861—1938) и утверждено Международным астрономическим союзом в 1935 г. Сведения о периоде образования кратера отсутствуют.

## Описание кратера

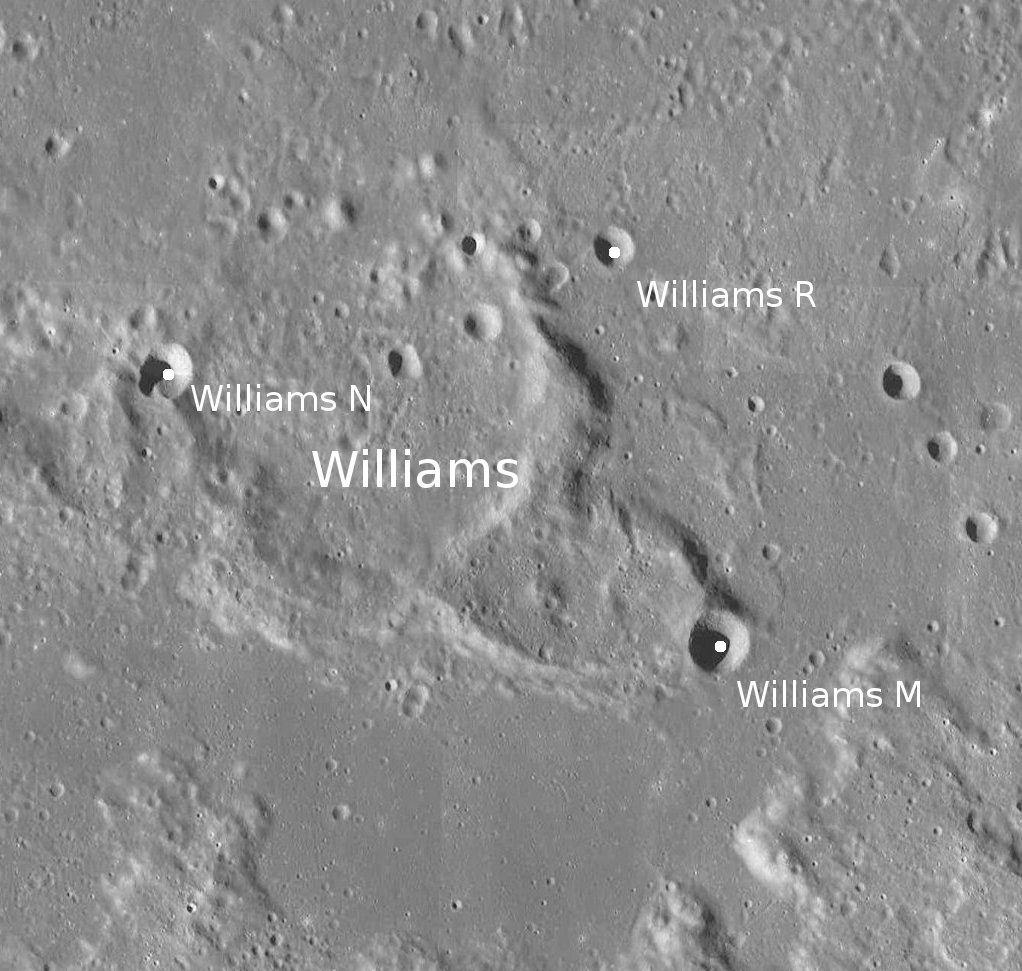
Окрестности кратера Уильямс. Снимок зонда Lunar Reconnaissance Orbiter.

Кратер находится на северной границе Озера Сновидений. На севере от кратера раполагается кратер Геркулес, на северо-востоке кратер Атлас, на востоке кратеры Эрстед и Цефей, на юго-западе кратер Гров. Селенографические координаты центра кратера 42°01′ с. ш. 37°19′ в. д. / 42,02° с. ш. 37,31° в. д., диаметр 36,36 км, глубина 0,83 км.
Кратер практически полностью разрушен и заполнен базальтовой лавой над поверхностью которой выступают только остатки вала. Северная и северо-западная части вала разрушены, оставшаяся часть вала напоминает подкову, к западной части которой примыкают хребты тянущиеся далее к западу. Высота вала над дном чаши составляет 3070 м. Дно кратера почти ровное, без заметных структур за исключением нескольких небольших кратеров в северной части. Объем кратера приблизительно 940 км³.

## Сателлитные кратеры

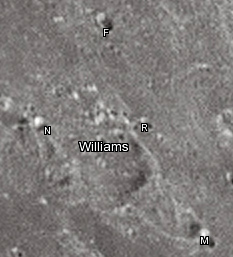
Снимок Девида Кемпбелла.

| Уильямс | Координаты                                            | Диаметр, км |
| ------- | ----------------------------------------------------- | ----------- |
| F       | 43°36′ с. ш. 38°11′ в. д. / 43,6° с. ш. 38,18° в. д.  | 5,8         |
| M       | 41°17′ с. ш. 38°50′ в. д. / 41,28° с. ш. 38,83° в. д. | 6,1         |
| N       | 42°08′ с. ш. 36°26′ в. д. / 42,13° с. ш. 36,44° в. д. | 4,7         |
| R       | 42°30′ с. ш. 38°22′ в. д. / 42,5° с. ш. 38,37° в. д.  | 3,8         |